# Брокопондо
Брокопондо (нід. Brokopondo) - округ Суринаму. Адміністративний центр - місто Брокопондо, інші міста - Браунсвег і Куакугрон.
Населення округу - 14 215 осіб (2004), площа - 7364 км² .

## Географія
В окрузі розташовані кілька водоспадів, у тому числі водоспади Ірен і Лео. У лісах Брокопондо є великі площі незайманої дикої природи.

## Населення
За переписом населення 2012 етнічний склад населення провінції був такий:
| національність | % від населення |
| -------------- | --------------- |
| маруни         | 82,8%           |
| інші           | 7,9%            |